# Dave Moyes
Dave Moyes (Haddington, Escocia, 14 de octubre de 1955-16 de abril de 2024) fue un futbolista escocés que jugó en la posición de defensa.

## Equipos
| Periodo   | Club                    | Apariciones | Goles |
| --------- | ----------------------- | ----------- | ----- |
| 1975-1983 | Berwick Rangers FC      | 218         | 13    |
| 1983-1985 | Meadowbank Thistle FC   | 42          | 1     |
| 1985-1987 | Dunfermline Athletic FC | 38          | 2     |
| 1987-1988 | Berwick Rangers FC      | 35          | 0     |

## Logros
- Primera División de Escocia (1): 1985-86
- Segunda División de Escocia (1): 1978-79
- East of Scotland Shield (1): 1980-81